# هيربرت هوب ريسلي
السير هيربرت هوب ريسلي، الحاصل على وسام الإمبراطورية الهندية ووسام نجم الهند وعضو المعهد الملكي للأنثروبولوجيا في بريطانيا العظمى وأيرلندا (4 يناير 1851 - 30 سبتمبر 1911) هو عالم إثنوغرافي بريطاني ومسؤول استعماري، وعضو في جهاز الخدمة المدنية الهندية أجرى دراسات مكثفة عن قبائل مقاطعة البنغال وطبقاتها. اشتهر بالتطبيق الرسمي للنظام الطبقي على جميع السكان الهندوس في الهند البريطانية في تعداد عام 1901، والذي كان مسؤولًا عنه. استخدم في شرحه للعنصرية العلمية نسبة عرض الأنف إلى ارتفاعه لتقسيم الهنود إلى أعراق آرية ودرافيدية، وسبع فئات أخرى.
ولد ريسلي في باكينغهامشير بإنجلترا عام 1851 والتحق بكلية نيو كوليدج بجامعة أكسفورد قبل انضمامه إلى جهاز الخدمة المدنية الهندية. أُرسل أولًا إلى البنغال، حيث أوكلت له واجبات مهنية في البحث الإحصائي والإثنوغرافي، وسرعان ما طور اهتمامًا بالأنثروبولوجيا. كان لقرار توجهه نحو تلك الاهتمامات دور في الحد من تقدمه السريع الأولي في صفوف الخدمة، على الرغم من تعيينه لاحقًا مفوضًا للتعداد، وأمينًا دائمًا في مكتب الهند في لندن قبل وفاته بفترة وجيزة في عام 1911. خلال فترة خدمته، جمع دراسات مختلفة عن المجتمعات الهندية بناءً على أفكار تعتبر في الوقت الحاضر عنصرية علمية. أكد على أهمية العمل الميداني ودراسات القياسات البشرية، بما يناقض الاعتماد على النصوص القديمة والتقاليد الشعبية التي كانت المنهجية التي اتبعها علماء الهند تاريخيًا وكانت نهجًا مهمًا في حياته.
علاوة على التكريم الذي حصل ريسلي عليه من بلاده، بما في ذلك جائزة الفروسية، أصبح كذلك رئيسًا للمعهد الملكي للأنثروبولوجيا.

## نشأته
ولد هيربرت هوب ريسلي في أوكلي في باكينغهامشير، إنجلترا، في 4 يناير 1851. عمل والده قسًا وعملت والدته في الخدمات الطبية البنغالية في قاليور، وهي ابنة جون هوب.
حصل على منحة دراسية خلال فترة التحاقه بكلية وينشستر، حيث درس العديد من أقاربه، وحصل كذلك على ميدالية ذهبية لمقال كتبه باللغة اللاتينية. واصل تعليمه بمنحة دراسية في نيو كوليدج، أكسفورد، وتخرج بدرجة البكالوريوس في الآداب من الدرجة الثانية في القانون والتاريخ الحديث في عام 1872. في عام 1871، اجتاز الامتحان التنافسي للخدمة المدنية الهندية، وبدأ العمل فيه بتاريخ 3 يونيو 1873 ووصل إلى الهند في 24 أكتوبر من العام ذاته.

## الهند: 1873-1885
تولى ريسلي منصبه الأولي في ميدنابور في البنغال حيث عمل مساعد قاضي ومساعد إحصائي المنطقة. كانت المنطقة مأهولة جزئيًا بقبائل الغابات. سرعان ما بدأ بدراسة تلك القبائل وطور اهتمامًا بأنثروبولوجيتها لبقية حياته. شارك كذلك في المسح الإحصائي لوليام ويلسون هانتر في الهند، والذي بدأ في عام 1869، وكان من المقرر وضعه في الطبعة الأولى من المعجم الإمبراطوري الهندي، الذي نُشر في عام 1881. أجرى هانتر مسحًا للبنغال بنفسه، وأُقِر بإنجازات ريسلي الأنثروبولوجية واللغوية والاجتماعية في فبراير 1875، عندما جرى تعيينه ضمن خمسة مديرين مساعدين للإحصاء في مسح هانتر.
جمع ريسلي مجلد المسح الذي شمل مناطق التلال في هازاريباغ ولوهارداغا، وساهم الأسلوب الأدبي والمعرفة الموضوعية الموضحة في هذا العمل في تطور مسيرته المهنية. أصبح مساعد وزير حكومة البنغال، ثم في عام 1879، جرى تعيينه في منصب وكيل وزارة الداخلية في حكومة الهند. في عام 1880، عاد إلى العمل على صعيد المقاطعة، في غوفيندبور، بعد أن تزوج من إلسي جولي أوبرمان في 17 يونيو 1879 في سيملا. وفقًا لكريسبين بيتس، مؤرخ جنوب آسيا الحديثة، اتسمت أوبرمان بكونها «ألمانية مثقفة» وساعدت كفاءتها اللغوية ريسلي في معرفة المزيد عن الأنثروبولوجيا والإحصاءات من مصادر غير إنجليزية. أنجب الزوجان ابنًا وابنة.
فضّل ريسلي العودة إلى العمل في المقاطعات واتخذ هذا القرار على الرغم من ترقيته السريعة غير المسبوقة في الرتب. عاد من غوفيندبور إلى هازاريباغ ثم في عام 1884 إلى مانبهوم، حيث وجهت إليه تهمة إجراء تحقيق في ترتيبات حيازة الأراضي.

## الدراسات الإثنوغرافية للبنغال: 1885-1891
في عام 1885، جرى تعيين ريسلي لإجراء مشروع بعنوان المسح الإثنوغرافي للبنغال، والذي اعتقد أوغستس ريفرز طومسون، نائب حاكم الرئاسة في ذلك الوقت، أنه أمر عقلاني. أوشك التمرد الهندي الذي حدث عام 1857 على إلغاء حكم الشركة في الهند، وأسفرت الاضطرابات عن تولي الحكومة البريطانية السيطرة الإدارية من شركة الهند الشرقية البريطانية. رأى أعضاء المحكمة الجنائية الدولية، كريتشارد كارناك تيمبل، أنه في حال أرادت الحكومة تجنب المزيد من السخط، فمن الضروري أن تتفاهم على نحو أفضل مع الرعايا المستعمرين، ولا سيما من المناطق الريفية. مع مرور الوقت، نُشرت الدراسات الإثنوغرافية والتصنيفات الناتجة عنها في العديد من المنشورات الرسمية وأصبحت جزءًا أساسيًا من الآليات الإدارية للحكومة الاستعمارية؛ وصف ريسلي أحد فئات تلك التصنيفات «بالأسمنت الذي يربط بين وحدات لا تعد ولا تحصى من المجتمع الهندي». أفصح دينزيل إيبتسون، وهو مسؤول راج، في تقريره المنشور عام 1883 حول تعداد البنجاب لعام 1881، عن رغبته في الدراسات الإثنوغرافية، قائلًا:
لا شك أن جهلنا بعادات الأشخاص الذين نعيش بينهم ومعتقداتهم انتقاد لنا؛ لأن هذا الجهل لا يحرم العلم الأوروبي من المواضيع التي يحتاجها بشدة فحسب، بل ينطوي كذلك على فقدان السلطة الإدارية على أنفسنا.
حصل ريسلي على المساعدة في مسحه الذي أجراه عندما أعطته أرملة الطبيب جيمس وايز أوراقًا بحثية لزوجها المتوفى مؤخرًا والذي عمل طبيبًا في جهاز الخدمة الطبية الهندية. أجرى وايز أبحاثًا عن سكان شرق البنغال وجرى الاتفاق على أنه بعد التأكد من دقة عمله، يجب دمج بحثه في نتائج مسح ريسلي. من ناحية أخرى، جرى تخصيص مجلدات الدراسة التي تتناول المسائل الإثنوغرافية لوايز. حصل ريسلي كذلك على مساعدة أخرى من بحث إدوارد تويت دالتون حول قبائل الغابة في تشوتاناغبور وآسام. كما هو الحال مع وايز، نشر دالتون جهوده سابقًا وأصبح من المقرر دمجها في دراسة أشمل وأكبر. تمكن ريسلي من التعامل مع المناطق المتبقية من البنغال من خلال الاستفادة من عدد كبير من المراسلين المنحدرين من خلفيات متباينة، كالمبشرين والسكان الأصليين والمسؤولين الحكوميين.
في عام 1891، نشر ريسلي ورقة بحثية بعنوان دراسة علم الأعراق في الهند. وصف توماس تراوتمان، المؤرخ الذي درس المجتمع الهندي، هذه المساهمة بأنها «النظرية العرقية للحضارة الهندية». يعتبر تراوتمان أن ريسلي، بالإضافة إلى عالم اللغة ماكس مولر، أحد المؤيدين الرئيسيين لهذه الفكرة.
بحلول نهاية القرن، أصبحت هذه الفكرة حقيقية وحدثًا تأسيسيًا للحضارة الهندية، وذلك بعد نشوب نزاع بين الآريين الغازيين، ذوي البشرة الفاتحة، المتحضرين الناطقين باللغة السنسكريتية والسكان الأصليين البربريين ذوي البشرة الداكنة.
مع ذلك، أشار تراوتمان إلى أن تقارب نظرياتهم لم يكن تعاونًا متعمدًا.
في عام 1891، نُشرت المجلدات الأربعة من كتاب قبائل البنغال وطبقاته. تضمنت هذه النتائج نتائج مسح البنغال، مع مجلدين يتألفان من «مسرد إثنوغرافي»، واثنين آخرين من «بيانات الدراسات البشرية». أخذ ريسلي بنصيحة ويليام هنري فلاور، مدير متحف التاريخ الطبيعي، وويليام تورنر، عالم الأنثروبولوجيا في إدنبرة، وعمل على تجميع مجلدات الدراسات البشرية. حظي العمل بشعبية كبيرة بين أوساط الشعب والحكومة على حد سواء. في العام ذاته، انتُخب ريسلي عضوًا في الأكاديمية الفرنسية، وفي عام 1892، حصل على وسام الإمبراطورية الهندية. وصف المؤرخ بيتس مسيرة ريسلي المهنية، وهو ما رآه الكثير من المؤرخين، بأنها «تأليه العنصرية العلمية الزائفة» بسبب استخدامه للأساليب البشرية.